# Землевпорядні губернські та повітові комісії
Землевпорядні губернські та повітові комісії — комісії, створені за указом імператора Миколи ІІ від 4 березня 1906 в усіх губерніях і повітах Російської імперії для проведення аграрної реформи (див. Столипінська аграрна реформа). До кожної губернської комісії входило 8 членів на чолі з губернатором, 6-х з них обирали губернські земські збори (див. Земства), причому троє з обраних повинні були бути селянами. До повітових комісій входило по 6 членів, троє з них обиралися повітовим земством і троє — від селян за жеребкуванням. Важливим обов'язком повітових комісій було задоволення потреб селян, пов'язаних із їхнім виходом на відруби та хутори, а також сприяння Селянському поземельному банкові в його операціях. Окрім того, комісії мали опікуватися проблемами переселення селян на вільні землі й орендування ними земель на пільгових умовах; допомагати сільс. т-вам у впровадженні більш досконалих методів користування надільними землями; сприяти мирному розмежуванню черезполосних земель та земель заг. користування; розподіляти великі сільс. т-ва на більш дрібні госп. одиниці; займатися посередництвом при розмежуванні між селянами й приватними землевласниками. Протягом 1906–09 було створено 38 губернських та 411 повітових землевпорядних комісій. Згідно з «Законом про землевпорядкування» від 29 трав. 1911 (діяв до 1917) землевпорядні комісії отримали право виділяти селянам належну кожному з них частину общинної землі в приватну власність без дозволу общини.